# Nils Ferlin

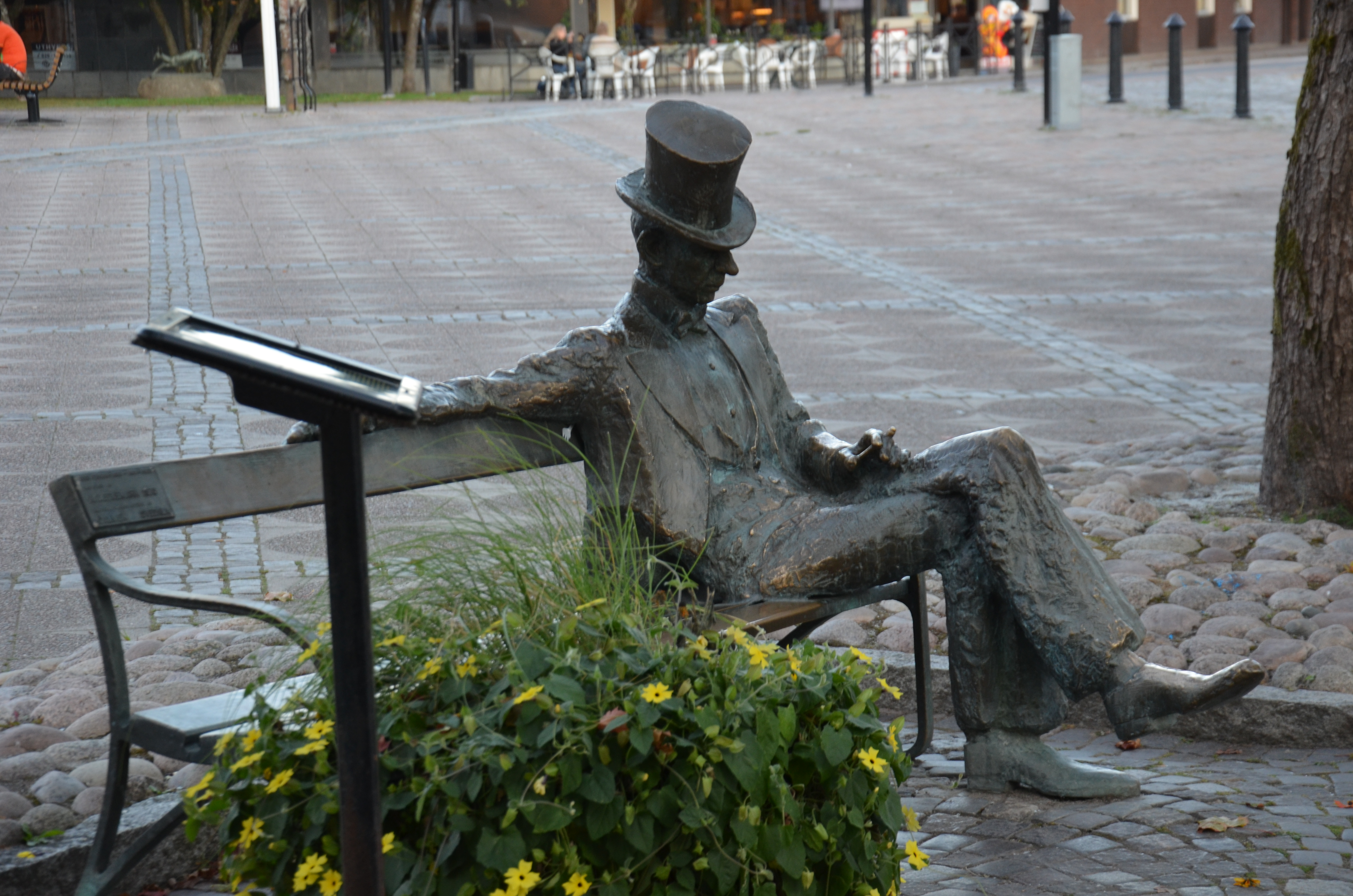
K G Bejemarks staty över Nils Ferlin på Stora Torget i Filipstad.

Nils Johan Einar Ferlin, född 11 december 1898 i Karlstad, död 21 oktober 1961 på Samariterhemmet i Uppsala, var en svensk poet. Ferlin räknas som sin tids förgrundsgestalt bland Klarabohemerna i Stockholm.

## Biografi

### De första åren
Nils Ferlin föddes i stadsdelen Klara i Karlstad. Han var son till Johan Albert, redaktionssekreterare på Nya Wermlands-Tidningen, och Elin Nathalia Ferlin. Släkten Ferlin kommer från Dalsland. Farfadern, kyrkoherden Johan Ferlin, var den förste som bar släktnamnet som togs från den socken han var verksam i – Färgelanda.  Familjen hade tre barn: Lisa, född 1896, Nils och Ruth född 1900. Nils Ferlin gick i ”goda” skolor. Först kom han till en skola som hörde till småskoleseminariet, men sedan började han i Andersson & Poignants privatskola ”för bättre gossar och flickor”. I augusti 1908 skedde en stor förändring för familjen Ferlin. Fadern fick en ny tjänst som chefredaktör för den nystartade tidningen Bergslagen i Filipstad. Det innebar en förflyttning från en livaktig regementsstad till en småstad. Nils började i realskolan den hösten.
Efter ett halvår så kom Johan Ferlin i konflikt med tidningens ägare och lämnade tidningen. Han var alltså arbetslös familjeförsörjare och ny i en småstad. Han sökte sig tillbaka till gamla kontakter i Karlstad. Där hittades han död i Klarälven den 12 oktober 1909. Elin Ferlin bestämde sig för att stanna kvar i Filipstad med barnen. Nils Ferlin blev populär i skolan, både bland lärare och skolkamrater. Lärarna lade märke till hans begåvning och tyckte att han var en ovanlig elev.

### Ungdomsåren

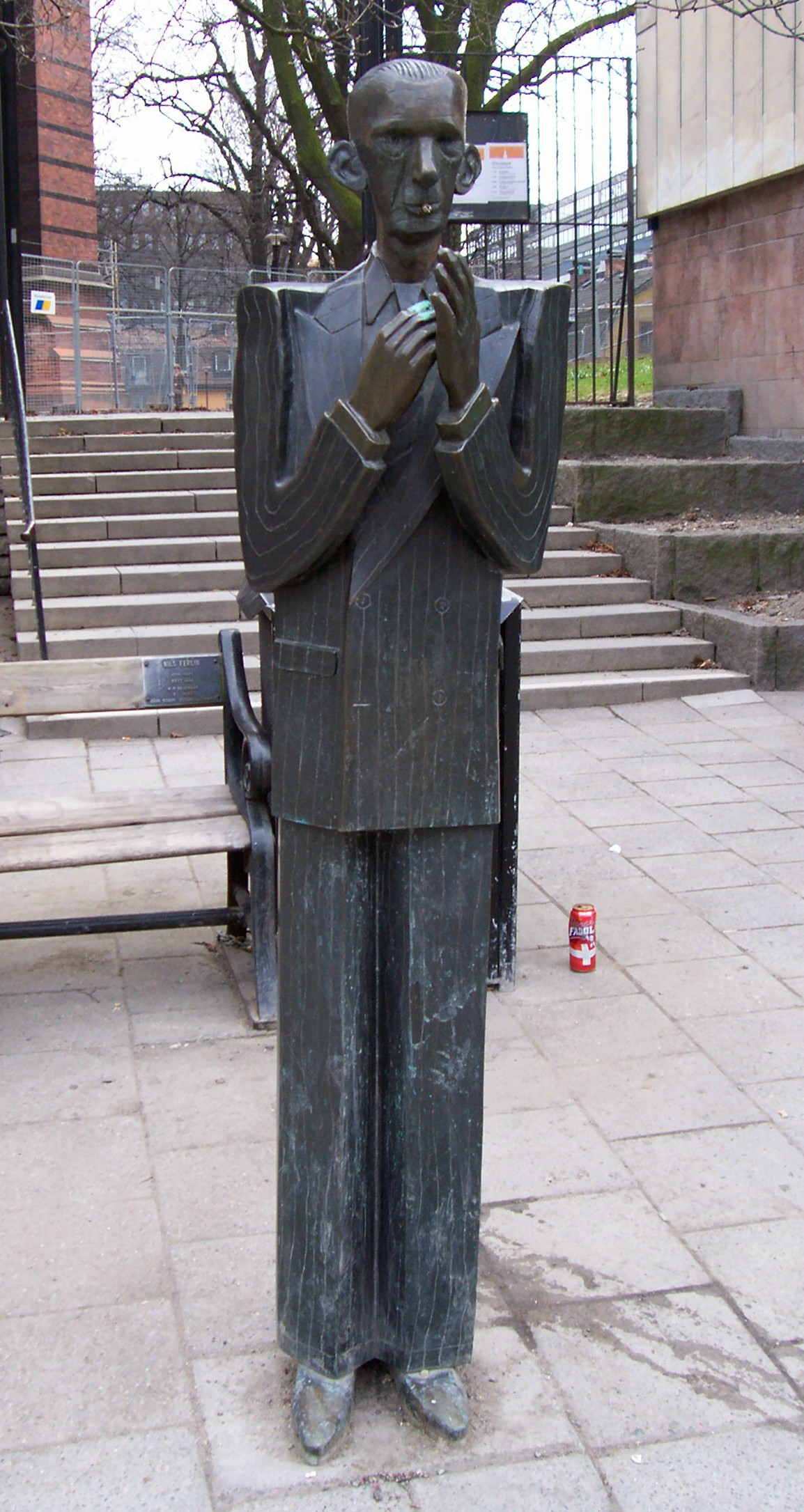
Karl Göte Bejemarks staty över Nils Ferlin på Nils Ferlins torg vid Klarabergsgatan i Stockholm.

Nils Ferlin tog realexamen våren 1914. Han visste inte vad han ville syssla med så han tog de arbeten han kunde få. Mest var det kortvariga anställningar som att såga is på sjön eller stå i bokhandel i Filipstad. År 1915 kom han till Stockholm där han genom sin morbror fick en elevplats på skolskeppet Abraham Rydberg. Han avgick med bra betyg och sökte sig vidare i sjölivet. Efter att ha mönstrat på den kända barken Anton av Väddö, där livet ombord var råare, lämnade han fartyget i förtid och därmed sjömanslivet för gott.
I Filipstad utvecklade Ferlin sina talanger som underhållare. Första gången han stod på en scen var i Ordenshuset 1918. Då sjöng han kupletterna Potatisvisan och Surrogatvisan.
Perioden fram till 1920 sökte Ferlin sig fram. Han hade många talanger. Ungdomsåren i Filipstad hade många inslag på gott och på ont. Eftersom han var så hjälpsam blev han en förebild. En annan sida var det periodvisa festandet. "Jag ska sticka upp till Friden och få en sup", sa han till sina kamrater och försvann upp till en grotta strax väster om Filipstad där vännen Frid ägnade sig åt hembränning. Polisen hämtade senare Frid och det är endast ett fåtal personer som idag vet var grottan ligger. Frid förekommer i Ferlins verk.
Hans mor och syster Ruth Ferlin hade flyttat till Stockholm 1916. De bodde i en lägenhet på Rörstrandsgatan 40 i Birkastan. Det blev också Nils Ferlins hem, dit han alltid återvände efter sina olika expeditioner.
Han gjorde sin värnpliktstjänstgöring vid Göta livgarde 1920. Samma år anmälde han sig till Elin Svenssons teaterskola på Kungsgatan i Stockholm. Bland kamraterna fanns Elof Ahrle, John Elfström och Harald Beijer. Det var de som fick Ferlin att upptäcka Dan Andersson. Denne blev en av de poeter som Ferlin helst reciterade. Tjugotalet blev ett skådespelardecennium för honom. År 1922 åkte han tillbaka till Filipstad där han skapade ett teaterliv med återkommande revyer. Han skrev även schlagertexter. Många av texterna skrev han tillsammans med Gustav Andborg.
Nils Ferlin var en utmärkt fotbollsspelare och gjorde många mål för sin klubb. Han var stor och stark och enligt en obekräftad berättelse åkte Ferlin tillsammans med några  vänner till Kristinehamn för "att lugna ned läget lite" då det hade varit bråkigt där en period. Andra källor hävdar tvärtemot att Ferlin hade ett hett temperament och därför ofta kom i klammeri med "andra gossar och rättvisan"; under denna tid kallades han busen Fabian. Detta alter ego använde han sig av i "Busen Fabians Poesialbum"

### Författaråren

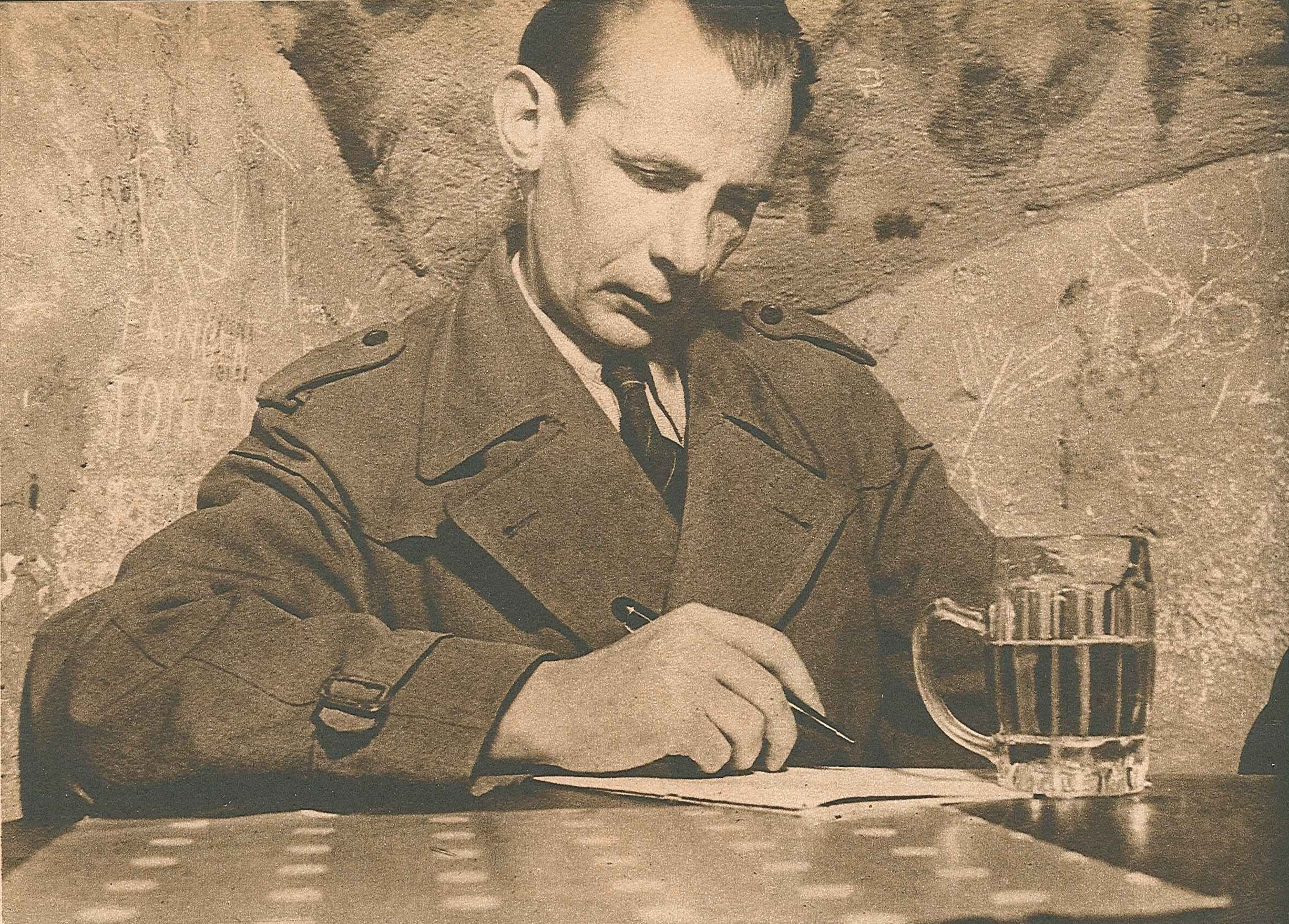
Nils Ferlin författande i krogmiljö.

I slutet av 20-talet började Ferlin att skriva dikter. Hösten 1929 hade han fått ihop en bunt, utformade med Nils Ferlins tydliga bläckpennestil. Dikterna visades för ett antal personer som tyckte att de var bra. Den 10 december 1929 skrevs ett kontrakt med Bonniers förlag, och den första diktsamlingen En döddansares visor låg ute i bokhandeln i april 1930. År 1933 kom nästa diktsamling. Den fick heta Barfotabarn. Man märker en anknytning till folkvisan genom hela Ferlins diktning.
Ett av Nils Ferlins stora livstrauman inträffade i december 1936, då modern Elin, hans stora stöd i livet, avled. Det följande året blev svårt, men han var inte ensam. Han hade sina systrar och deras familjer. Under 1930-talet hann Ferlin även med att skriva texter till visor i hörspelen: Marknad och Staden, Auktion och Byn. Efter Barfotabarn hade Ferlin fått ett stipendium ur Albert Bonniers stipendiefond. Han kunde därför unna sig att ta sommarledigheter, helst på öar som Möja och Öland. I november 1938 gavs nya dikter ut under titeln Goggles. De 2 200 exemplaren såldes ut på en vecka. Tonen i dikterna hade djupnat. Några dikter skrevs efter en upplöst kärleksaffär. Ännu starkare känslor ligger bakom en svit dikter till minnet av modern. Cirkus är den mest kända av dem: Jag lärde mig gå på händer och strax måste mamma se ..., När skönheten kom till byn och En liten konstnär är tonsatta av Lille Bror Söderlundh.

### Henny och Norrboda
År 1938 träffade Nils Ferlin Henny Lönnqvist (1907–1979) första gången på en fest som konstnären Roland Svensson hade ordnat. Lönnqvist bodde i Helsingfors men var på besök i Sverige. Den veckan möttes hon och Ferlin varje dag. Under krigsåren skrev de brev till varandra. År 1943 var Ferlin med en grupp författare på Helsingforsbesök och då blev det åter några intensiva dagar. År 1944 hade Henny Lönnqvist en längre tids tjänstledighet som hon tillbringade i Stockholm. Hon och Nils Ferlin var överens om att de hörde ihop och de förlovade sig samma år.
Nils Ferlin lämnade sitt liv i Klarakvarteren. Han och Henny Lönnqvist hyrde Lillstugan, ett litet hus i Penningby, inte långt från Norrtälje. Nils arbetade med en ny diktsamling. De bestämde att de skulle gifta sig och de vigdes i Stockholms rådhus den 22 februari 1945. De hyrde Lillstugan för ett år till och fick sedan möjlighet att ropa in ett större hus, Norrboda, på en auktion. 
Ferlins liv hade varit slitsamt. Han hade farit illa med sig själv sedan ungdomen. Bohemgängets diet var ju kaffe, cigaretter och sprit. Lönnqvist blev en räddande ängel för honom och deras tid tillsammans blev lycklig. Deras vänner kom på besök. Gunnar Ekelöf och hans fru Ingrid bodde under några år inte långt från Norrboda och de umgicks flitigt. Till de mörkare inslagen hörde Ferlins depressioner och plågsamma reumatism som krävde sjukhusvård. När Nils gifte sig var han 47 år. Året innan hade han arbetat med att välja ut dikter till en ny samling. Med många kulörta lyktor kom ut på hösten 1944. Mycket av vikt hade hänt förutom giftermålet vid den här tidpunkten. Arne Häggqvists biografi om Nils Ferlin hade publicerats 1942 och samma år hade Nils utsetts till Frödingstipendiat efter omröstning bland landets studenter.
År 1948 fyllde Nils Ferlin 50 år och det firades med en stor litteraturfest och diktarhyllning. Året därpå åkte paret Ferlin genom Europa med bil. De besökte Frankrike, Schweiz och Italien och korsade Medelhavet för att även besöka Tunisien. Ferlin tilldelades De Nios Stora Pris 1950. Allt detta motvägdes av svåra depressioner och sjukdom. Nils Ferlins femte diktsamling fick namnet Kejsarens papegoja och kom ut 1951. Den såldes i 22 000 exemplar. Dikterna hade ett religiöst tema. År 1955 fick Ferlin ett av Sveriges finaste priser till en lyriker, Svenska Akademiens Bellmanpris. 
Den sista diktsamlingen som Ferlin själv gav ut hette Från mitt ekorrhjul. Dikterna hade lite modernare former och han hade prövat sig på fri vers. Diktsamlingen kom ut 1957. Dikten I folkviseton är den ur samlingen som lever det självständigaste livet utanför bokens pärmar. Ett slags "förstudie" till denna dikt, med titeln Precis som förut, återfinns i Goggles från 1938 där inledningraderna lyder: "Mitt hjärta, sa du, var ditt. Ditt hjärta, sa du, var mitt. Och vackert du tyckte det lät..." Nils Ferlin blev 1960 den förste mottagaren av det nya Frödingstipendiet som Värmlands läns landsting hade instiftat.

### Ferlin som skådespelare

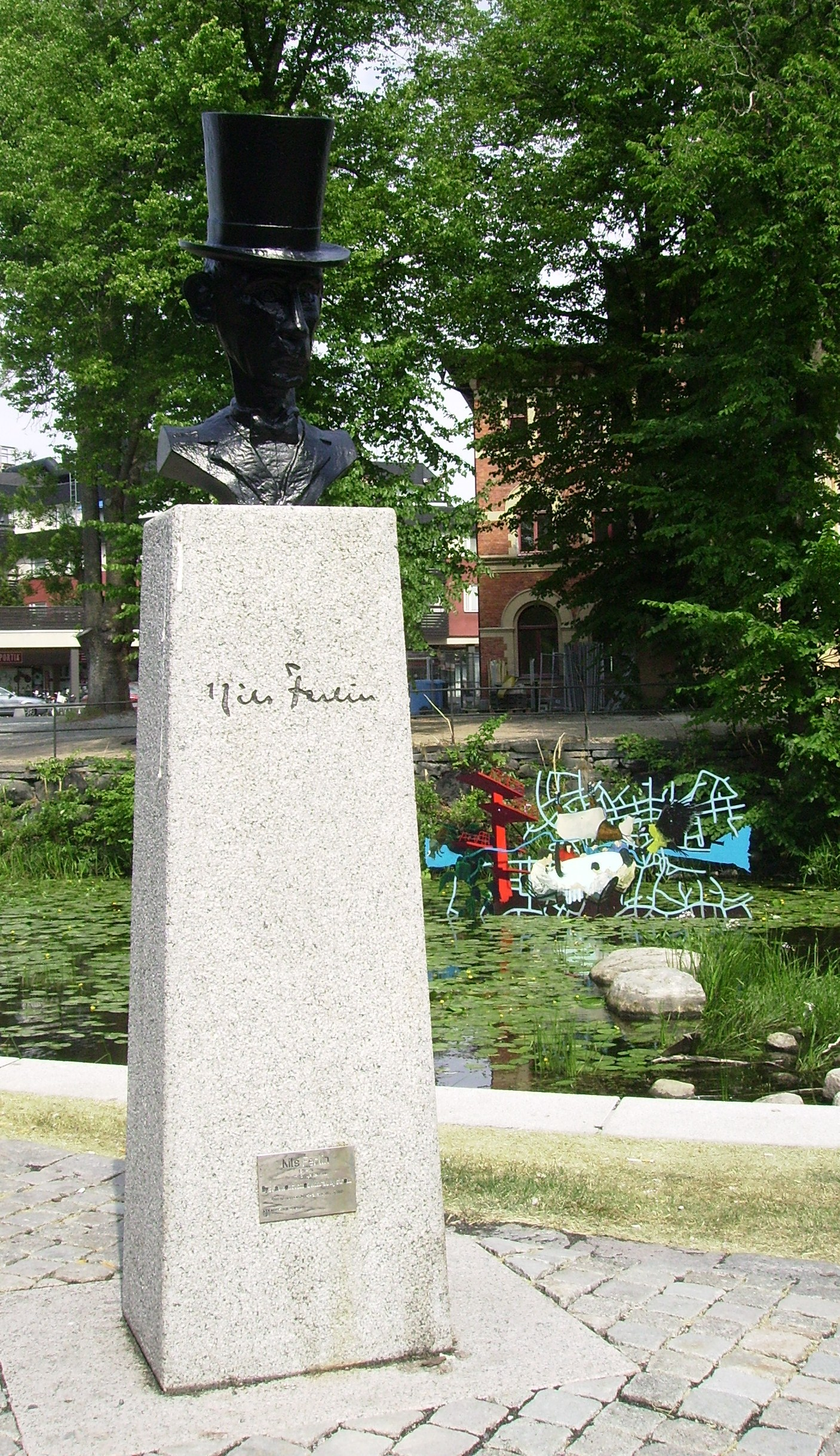
Nils Ferlinmonument i Norrtälje.

Nils Ferlin är mest känd som författare och poet, men han hade även en skådespelarkarriär. Redan som sjuttonåring debuterade han på scenen, som statist i Oscar Wildes Salome, med Tora Teje i huvudrollen. Ferlin gick Elin Svenssons teaterskola i början av 1920-talet och medverkade i en mängd föreställningar hos olika resande teatersällskap.
Han återvände under hela sitt liv till teatern, ibland som statist ibland som revyartist. Nils Ferlin hade också en talroll i en spelfilm, Elof Ahrles Sången om Stockholm från 1947, till vilken han också skrev flera sångtexter. Där kan man se hur skalden ringer upp en nattredaktör för att ändra ett ord i en dikt, varpå han senare ringer en gång till och ändrar tillbaka.

### De sista åren

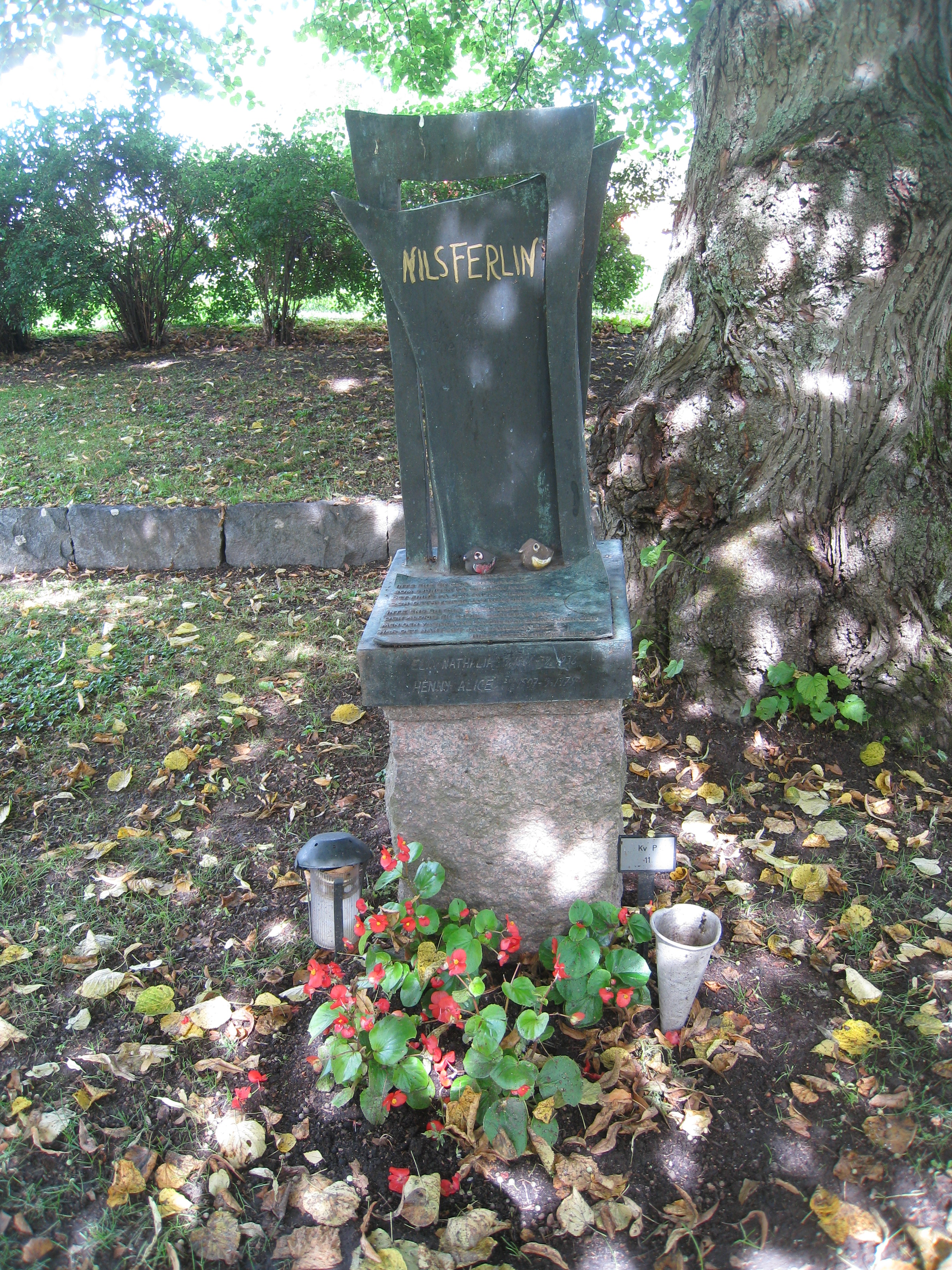
Nils Ferlins gravvård på Bromma kyrkogård.

Det sista året av sitt liv tillbringade han på sjukhus, först på Mörby lasarett – nuvarande Danderyds sjukhus – sedan på Samariterhemmet i Uppsala. Han drabbades av en stroke som gjorde att han blev delvis förlamad men hans fysik klarade av även detta och han återfick talförmågan och kunde röra sig hyfsat. Hösten 1961 försämrades hans tillstånd hastigt igen och han avled den 21 oktober samma år. Filipstad erbjöd en gravplats, men Nils Ferlin hade önskat att få ligga på Bromma kyrkogård i västra Stockholm. Dit skulle hans mammas aska flyttas och där skulle även Henny Ferlin en gång få ligga vid hans sida.
På gravstenen står dikten "Inte ens en grå liten fågel":
| ”                         | Inte ens en grå liten fågel som sjunger på grönan kvist det finns på andra sidan och det tycker jag nog blir trist. Inte ens en grå liten fågel och aldrig en björk som står vit men den vackraste dagen som sommaren ger har det hänt att jag längtat dit. | „ |
| – Nils Johan Einar Ferlin | |   |

## Eftermäle och betydelse
Ur Nils Ferlins efterlämnade dikter valde Henny Ferlin ut ett antal till diktsamlingen En gammal cylinderhatt, som gavs ut postumt 1962. I den finns Får jag lämna några blommor som har blivit tonsatt.
Ett år efter hans bortgång grundade några av hans vänner Nils Ferlin-Sällskapet, som sedan 1963 delar ut pris till hans minne. 
Ett par år senare ställde Henny Ferlin samman en liten bok Och jag funderade mycket som kom ut 1965. Nils Ferlins fåordiga självporträtt finns med här. Boken innehåller även ett urval ur hans få brev, ett par diktarporträtt med mera.
1967 kom den nya bok som Henny Ferlin hade ordnat. Där ingick dikterna från Oxhälja, Julhälja och Påskhälja, det vill säga häftena från Filipstad 1922–1925 och urval av tonsatta dikter. Den fick titeln Får jag lämna några blommor. Henny Ferlin skrev senare sin egen bok Nils, ett försök till porträtt. 
Inom ramen för ett projekt kallat "Poesi på väggarna" uppfördes år 2003 Stjärnorna kvittar det lika, ur En döddansares visor (1930), som väggdikt på De Sitterlaan 18 i hörnet av Van der Waalsstraat i den holländska staden Leiden.
Ferlin står staty nära Klara kyrka, på Klarabergsgatan i Stockholm, på Stora torget i Karlstad samt sitter staty på Stora torget i Filipstad.
Med K G Bejemarks staty nära Klara kyrka i Stockholm, där skalden står på trottoaren mitt bland människorna, är Nils Ferlin åter i sitt Klara. Ett ord av Henny Ferlin får påminna oss om en sanning och tröst. ”Vi borde vara tacksamma så länge det finns irrationella människor, drömmare och tänkare. Det är de som för världen framåt.” Ett citat ur "Goggles" finns sedan år 2000 på en litterär skylt vid Klarabergsgatan 35.

### Tonsättningar i urval
Till dem som tonsatt Nils Ferlins dikter hör Sven-Bertil Taube, Karl-Erik Mattsson, Gunde Johansson, Lille Bror Söderlundh, Johnny Bode, Ove Engström och Rolf Wikström. Den kanske mest kända strofen i Ferlins lyrik är: "… jag är ganska mager om ben'a, tillika om armar och hals." (En valsmelodi). Även Imperiet har sjungit in En valsmelodi. Den finlandssvenska gruppen Sven Boom gav år 2016 ut en rock/pop-version av Av ständig oro, tonsatt av medlemmarna Patrik Kivelä och Paul Olin och sjungen med helsingforsiskt uttal. Under vårvintern 2017 nådde låten toppen av den svenskspråkiga radiokanalen i Finland YLE Vegas röstningsprogram Vegatoppen.
- Barfotabarn ("Du har tappat ditt ord …") – tonsatt av Ove Engström
- Den stora kometen – tonsatt av Lille Bror Söderlundh
- En liten konstnär ("Vinden är vresig, …") – tonsatt av Lille Bror Söderlundh, och en annan tonsättning av Timo Nieminen
- En valsmelodi – tonsatt av Lille Bror Söderlundh, och en tidigare tonsättning av Gunnar Turesson
- Får jag lämna några blommor – tonsatt av Lille Bror Söderlundh
- Gårdstango – tonsatt av Nils-Eric Fougstedt, och en annan tonsättning av Timo Nieminen
- I folkviseton ("Kärleken kommer och kärleken går …") – tonsatt av Torgny Björk
- Med många kulörta lyktor – tonsatt av Ove Engström
- Nasarevalsen – tonsatt av Josef Briné
- När skönheten kom till byn – tonsatt av Lille Bror Söderlundh
- På Arendorffs tid – tonsatt av Nils Ferlin
- Här rivs – tonsatt av Karl-Erik Mattsson
- Du har tappat ditt ord – tonsatt av Karl-Erik Mattsson
- Rus – tonsatt av Karl-Erik Mattsson
- I livets villervalla – tonsatt av Karl-Erik Mattsson
- Av ständig oro – tonsatt av Karl-Erik Mattsson och en senare tonsättning av Patrik Kivelä och Paul Olin
- Fåfänglighet – tonsatt av Karl-Erik Mattsson
- För allt som är blint – tonsatt av Karl-Erik Mattsson
- Inte ens en grå liten fågel – tonsatt av Lille Bror Söderlundh och en senare tonsättning av Ove Engström
- Cirkus (Cirkus Tigerbrand) – tonsatt av Ove Engström
- Drömmar (Vad ger du mig i julklapp?) – tonsatt av Ove Engström
- Stjärnorna kvittar det lika – tonsatt av Nicke Andersson, och en annan tonsättning av Timo Nieminen
- Det finns så många gårdar – tonsatt av Lars Göransson

## Bibliografi

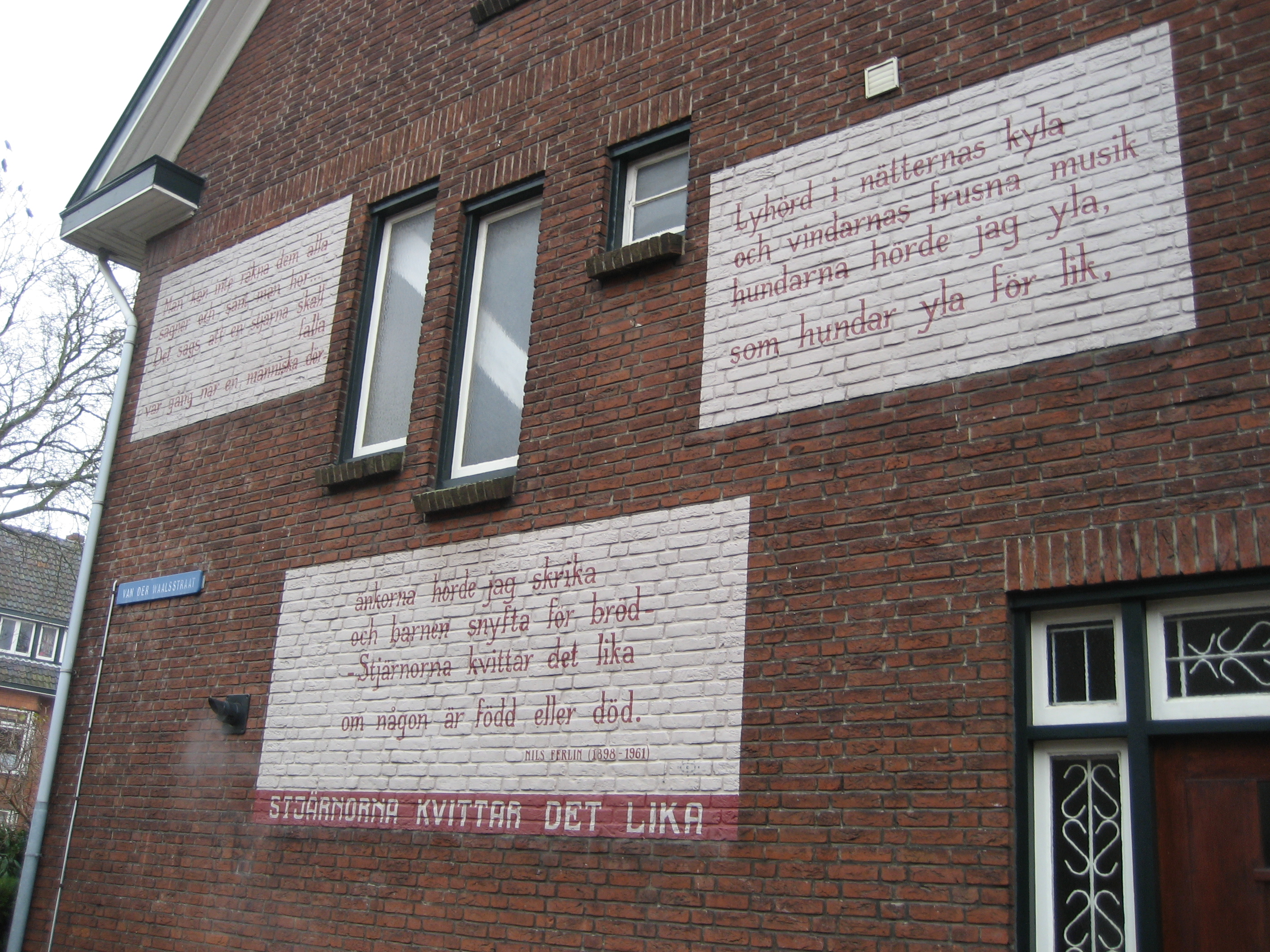
Nils Ferlins dikt Stjärnorna kvittar det lika som väggdikt i holländska Leiden.

### Dikter (urval)
- Infall (”Man dansar däruppe ... Då slår det mig plötsligt att taket, mitt tak, är en annans golv.”)
- Du har tappat ditt ord (Du har tappat ditt ord och din papperslapp, du barfotabarn i livet. Så sitter du åter på handlarens trapp och gråter så övergivet. Vad var det för ord, var det långt eller kort, var det väl eller illa skrivet? Tänk efter nu förrn vi föser dig bort, du barfotabarn i livet.)
- På källaren Fimmelstången satt Lasse Lucidor

## Filmografi
- 1947 – Sången om Stockholm

## Priser och utmärkelser
- 1942 – Gustaf Frödings stipendium
- 1950 – De Nios Stora Pris
- 1955 – Bellmanpriset
- 1958 – Boklotteriets stipendiat